# Aguacay
Aguacay, nekadašnje veliko indijansko selo koje se nalazilo u blizini rijeke Washita u Arkansasu. Selo je možda pripadalo nekom južnocaddoanskom plemenu jer se nalazilo na njihovom plemenskom području. 
U Aguacayu se proizvodila sol za kućnu upotrebu i za prodaju. Posjetio ga je DeSoto 1542. godine.